# Breakaway (bài hát của Kelly Clarkson)
"Breakaway" là một bài hát của nghệ sĩ thu âm người Mỹ Kelly Clarkson nằm trong album nhạc phim của bộ phim năm 2004 The Princess Diaries 2: Royal Engagement và album phòng thu thứ hai cùng tên của cô (2004). Nó được phát hành lần đầu tiên như là đĩa đơn đầu tiên trích từ album nhạc phim vào ngày 19 tháng 7 năm 2005, trước khi được phát hành lại vào ngày 30 tháng 5 năm 2006 như là đĩa đơn thứ năm trích từ album bởi Walt Disney Records và RCA Records. Bài hát được đồng viết lời bởi Avril Lavigne, Bridget Benenate và Matthew Gerrard, trong khi phần sản xuất được đảm nhiệm bởi John Shanks. Ban đầu được dự định sẽ xuất hiện trong album phòng thu đầu tay của Lavigne, Let Go (2002), "Breakaway" là một bản folk pop mang nội dung đề cập sự trưởng thành và nỗ lực vượt qua những khó khăn để theo đuổi ước mơ của mỗi người trong cuộc sống, trong đó kết hợp với những âm thanh từ đàn guitar mộc và trống.
Sau khi phát hành, "Breakaway" nhận được những phản ứng tích cực từ các nhà phê bình âm nhạc, trong đó họ đánh giá cao thông điệp tích cực cũng nội dung nội dung lời bài hát mộc mạc nhưng sâu sắc của nó. Ngoài ra, bài hát còn gặt hái nhiều giải thưởng và đề cử tại những lễ trao giải lớn, bao gồm chiến thắng tại giải thưởng âm nhạc Billboard năm 2005 cho Bài hát Adult Contemporary xuất sắc nhất và Top Đĩa đơn Nhạc phim. "Breakaway" cũng tiếp nhận những thành công đáng kể về mặt thương mại với việc lọt vào top 20 ở nhiều quốc gia, bao gồm vươn đến top 10 ở nhiều thị trường lớn như Úc, Áo, Hungary và Hà Lan. Tại Hoa Kỳ, nó đạt vị trí thứ sáu trên bảng xếp hạng Billboard Hot 100, trở thành đĩa đơn thứ ba của Clarkson vươn đến top 10 tại đây. Ngoài ra, "Breakaway" cũng đứng đầu bảng xếp hạng Adult Contemporary trong 21 tuần không liên tiếp, một kỷ lục đối với nghệ sĩ nữ và ngang bằng thành tích với "A New Day Has Come" của Celine Dion và "Hello" của Adele.
Video ca nhạc cho "Breakaway" được đạo diễn bởi Dave Meyers, trong đó Clarkson hóa thân thành một cô gái trẻ từ một thị trấn nhỏ và theo đuổi ước mơ của bản thân để trở thành một ngôi sao quốc tế, xen kẽ với những hình ảnh từ The Princess Diaries 2: Royal Engagement. Nội dung của video hầu hết được thực hiện dựa trên nội dung bài hát, sau khi nữ ca sĩ cảm thấy tính chất tự truyện của nó. Nó đã nhận được sự tán dương tư giới phê bình thông qua sự trung thành với chủ đề được chia sẻ qua bài hát, bộ phim cũng như tiểu sử cá nhân của Clarkson. Để quảng bá cho "Breakaway", nữ ca sĩ đã trình diễn nó trên nhiều chương trình truyền hình và lễ trao giải lớn, bao gồm The Ellen DeGeneres Show, Saturday Night Live, The Oprah Winfrey Show và The Tonight Show with Jay Leno, cũng như trong nhiều chuyến lưu diễn của cô. Kể từ khi phát hành, nó đã được hát lại và sử dụng đoạn nhạc mẫu bởi một số nghệ sĩ, như Katie Stevens, Belle Amie và dàn diễn viên của Glee.

## Danh sách bài hát
- Đĩa CD tại Hoa Kỳ[1][2]

1. "Breakaway" (bản album)  – 3:58
2. "Breakaway" (đoạn hook) – 0:35

- Đĩa CD tại Úc[3]

1. "Breakaway" – 3:58
2. "Because of You" (trực tiếp) – 3:45

- Tải kĩ thuật số/Đĩa CD[4][5][6]

1. "Breakaway" – 3:58
2. "Breakaway" (Napster trực tiếp) – 4:17

## Thành phần thực hiện
Thành phần thực hiện được trích từ ghi chú của Breakaway.
Thu âm
- Thu âm bởi tại Henson Recording Studios, Hollywood, California.

Thành phần
- Kelly Clarkson – giọng chính, giọng nền và piano
- Avril Lavigne – viết lời
- Bridget Benenate – viết lời
- Jeff Rothschild – thu âm, trống, phối khí
- John Shanks – bass, guitar, đàn phím, phối khí, sản xuất
- Matthew Gerrard – viết lời

## Xếp hạng
| Bảng xếp hạng (2004-06)               | Vị trí cao nhất |
| ------------------------------------- | --------------- |
| Úc (ARIA)                             | 10              |
| Áo (Ö3 Austria Top 40)                | 8               |
| Bỉ (Ultratip Flanders)                | 6               |
| Cộng hòa Séc (Rádio Top 100)          | 53              |
| Đức (Official German Charts)          | 13              |
| Hungary (Rádiós Top 40)               | 5               |
| Hungary (Single Top 40)               | 10              |
| Ireland (IRMA)                        | 12              |
| Hà Lan (Dutch Top 40)                 | 9               |
| Hà Lan (Single Top 100)               | 30              |
| New Zealand (Recorded Music NZ)       | 12              |
| Slovakia (Rádio Top 100)              | 15              |
| Thụy Điển (Sverigetopplistan)         | 39              |
| Thụy Sĩ (Schweizer Hitparade)         | 14              |
| Anh Quốc (Official Charts Company)    | 22              |
| Hoa Kỳ Billboard Hot 100              | 6               |
| Hoa Kỳ Adult Contemporary (Billboard) | 1               |
| Hoa Kỳ Adult Pop Songs (Billboard)    | 2               |
| Hoa Kỳ Pop Airplay (Billboard)        | 2               |

| Bảng xếp hạng (2004)                   | Vị trí |
| -------------------------------------- | ------ |
| Australia (ARIA)                       | 91     |
| US Billboard Hot 100                   | 74     |
| US Top Soundtracks Singles (Billboard) | 2      |
| Bảng xếp hạng (2005)                   | Vị trí |
| US Billboard Hot 100                   | 27     |
| US Adult Contemporary (Billboard)      | 1      |
| US Adult Top 40 (Billboard)            | 8      |
| US Pop Songs (Billboard)               | 34     |
| US Top Soundtracks Singles (Billboard) | 1      |
| Bảng xếp hạng (2006)                   | Vị trí |
| Austria (Ö3 Austria Top 40)            | 63     |
| Germany (Official German Charts)       | 64     |
| Netherlands (Dutch Top 40)             | 46     |
| Hungary (Rádiós Top 40)                | 56     |
| Switzerland (Schweizer Hitparade)      | 99     |
| UK Singles (Official Charts Company)   | 237    |

| Bảng xếp hạng (2000-09)           | Vị trí |
| --------------------------------- | ------ |
| US Adult Contemporary (Billboard) | 24     |

## Chứng nhận
| Quốc gia                                                                           | Chứng nhận  | Số đơn vị/doanh số chứng nhận |
| ---------------------------------------------------------------------------------- | ----------- | ----------------------------- |
| Úc (ARIA)                                                                          | Vàng        | 35.000^                       |
| Canada (Music Canada)                                                              | Vàng        | 10.000*                       |
| Anh Quốc (BPI)                                                                     | Bạc         | 200.000‡                      |
| Hoa Kỳ (RIAA)                                                                      | 2× Bạch kim | 2,128,000                     |
| * Chứng nhận dựa theo doanh số tiêu thụ. ^ Chứng nhận dựa theo doanh số nhập hàng. |             |                               |